# کاپیتان دیمیترووو
کاپیتان دیمیترووو (به بلغاری: Kapitan Dimitrovo) یک منطقهٔ مسکونی در بلغارستان است که در شهرستان کروشاری واقع شده‌است.